# Stenträsket (Norsjö socken, Västerbotten)
Stenträsket är en sjö i Lycksele kommun och Norsjö kommun i Västerbotten och ingår i Umeälvens huvudavrinningsområde. Sjön har en area på 1,58 kvadratkilometer och ligger 264 meter över havet. Sjön avvattnas av vattendraget Storb..

## Delavrinningsområde
Stenträsket ingår i det delavrinningsområde (719880-165986) som SMHI kallar för Utloppet av Stenträsket. Medelhöjden är 287 meter över havet och ytan är 13,6 kvadratkilometer. Det finns inga avrinningsområden uppströms utan avrinningsområdet är högsta punkten. Storb. som avvattnar avrinningsområdet har biflödesordning 4, vilket innebär att vattnet flödar genom totalt 4 vattendrag innan det når havet efter 194 kilometer. Avrinningsområdet består mestadels av skog (60 procent) och sankmarker (25 procent). Avrinningsområdet har 1,68 kvadratkilometer vattenytor vilket ger det en sjöprocent på 12,4 procent.